# Шап (Пиј де Дом)
Шап (фр. Chappes) насеље је и општина у централној Француској у региону Оверња, у департману Пиј де Дом која припада префектури Риом.
По подацима из 2011. године у општини је живело 1514 становника, а густина насељености је износила 148,29 становника/km². Општина се простире на површини од 10,21 km². Налази се на средњој надморској висини од 314 метара (максималној 333 m, а минималној 307 m).

## Демографија
| 1962. | 1968. | 1975. | 1982. | 1990. | 1999. | 2011. |
| ----- | ----- | ----- | ----- | ----- | ----- | ----- |
| 539   | 545   | 718   | 802   | 987   | 1.158 | 1.514 |

График промене броја становника у току последњих година